# 亀山継夫
亀山 継夫（かめやま つぎお、1934年2月26日 - ）は、日本の法律家、検察官、弁護士。元最高裁判所裁判官。

## 略歴
1956年、東京大学法学部卒業。司法修習生。1958年、横浜地方裁判所・家庭裁判所判事補。
1960年、法務省司法法制調査部付検事。1967年、法務省刑事局付検事。
1970年、法務省刑事局参事官。1976年、法務省刑事局青少年課長。
1979年、東京地方検察庁公判部副部長。1980年、東京地方検察庁刑事部副部長。
1981年、法務大臣官房審議官（刑事局担当）。1984年、東京高等検察庁刑事部長。最高検察庁検事。
1986年、札幌地方検察庁検事正。1988年、前橋地方検察庁検事正。1989年、最高検察庁総務部長。
1991年、法務総合研究所所長。1994年、広島高等検察庁検事長。1996年、名古屋高等検察庁検事長。
1997年、定年退官。弁護士登録（第一東京弁護士会所属）。東海大学法学部教授。
1998年12月4日、最高裁判所裁判官就任（根岸重治の後任）。第二小法廷担当、足利事件担当。
2004年、最高裁判所定年退官（後任は行政官出身の津野修）。東海大学法科大学院教授（実務法学研究科長）。
2006年4月、旭日大綬章受章。2009年、東海大学退職。

## 担当訴訟
- 2000年7月17日、足利事件（最高裁第二小法廷）決定。裁判長として被告人側の上告を棄却する決定を出し、一・二審の無期懲役判決が確定した[1]。しかし2009年、同事件は再審開始が決定され、翌2010年に再審無罪判決が言い渡され、確定した。
- 2001年12月3日、市川一家4人殺害事件（最高裁第二小法廷）判決。裁判長として被告人側の上告を棄却し、当時少年の被告人に対して言い渡された、一・二審の死刑判決が確定した（少年死刑囚）。

## 著書
- 少年法改正（宮沢浩一編、慶應通信、1972年）
- 現代刑罰法大系(5)（石原一彦ほか編、日本評論社、1983年）
- 少年法および少年警察（赤木孝志共著、令文社、1984年）
- 松尾浩也先生古稀祝賀論文集（下）（芝原邦爾・西田典之・井上正仁編、有斐閣、1998年）

## 論文
- 国立情報学研究所収録論文 国立情報学研究所 2010年5月7日閲覧。